# SCREEN mode SOUL on the radio
『SCREEN mode SOUL on the radio』（スクリーンモード ソウル オン ザ レディオ）は、2017年1月2日から東海ラジオ放送で放送していたラジオ番組。放送時間は毎週日曜 23:30 - 24:00。

## 番組概要
真っ白なスクリーンに情景を描くように、聴き手の心情とリンクするサウンドを生み出すSCREEN modeの太田雅友の番組。

## 配信時間
- 東海ラジオ
  - 2017年4月2日 - 2018年4月1日

毎週日曜 23:30 - 24:00
- - 2017年1月2日 - 2017年3月27日

毎週月曜 20:30 - 21:00

## コーナー
雅友のこれを聴けmode!
太田がピックアップしたアーティスト、ジャンルの楽曲を紹介する。
このほか、普通のお便りやゲスト宛てのメッセージも募集している。

## ゲスト
- 第3回 - 本間昭光[3]
- 第5回 - 田中隼人[4]
- 第6回 - May'n[5]
- 第7回 - 松井洋平[6]
- 第8回 - 林勇[7]
- 第9回 - LiSA[8]
- 第12回、第13回 - 谷山紀章[9][10]
- 第14回、第15回 - 三森すずこ[11][12]
- 第17回、第18回 - 芹澤優[13]
- 第20回、第21回 - TRUE[14]
- 第22回 - 増崎孝司[15]
- 第25回 - 斎藤光二（Animelo Summer Live ジェネラルプロデューサー）[16]
- 第26回、第27回 - 畑亜貴[17]
- 第29回 - 結城アイラ[18]
- 第30回 - 林勇[19]
- 第32回、第33回 - 松井五郎[20]
- 第34回 - 藤澤慶昌[21]
- 第36回、第37回 - 畠中祐[22][23]
- 第40回、第41回 - DearDream[24][25]
- 第44回、第45回 - ファンキー加藤[26][27]
- 第46回、第47回 - KUROFUNE[28][29]
- 第48回、第49回 - 芹澤優[30]
- 第50回、第51回 - 代永翼[31][32]
- 第52回、第54回 - 林勇[33][34]
- 第59回、第60回 - e-ZUKA(GRANRODEO)
- 第61回、第62回 - いまみちともたか(BARBEE BOYS)